# Steyr 90
Der Traktor Steyr 90 (Steyr 90 a mit Allradantrieb) aus der Steyr Plus-Serie von Steyr Daimler Puch wurde von 1968 bis 1970 gebaut.
1966 wurde die bestehende Jubiläumsserie mit orangefarbener runder Motorhaube durch die neue Plus-Serie schrittweise abgelöst, wobei der Steyr 90 dieser Baureihe 1968 in neue Leistungsbereiche vordrang. Der wassergekühlte Dieselmotor des Typs WD 610 t mit sechs Zylindern und 5,975 l Hubraum hatte eine Leistung von rund 66 kW (90 PS). Das Getriebe von ZF Friedrichshafen hatte zwölf Vorwärtsgänge und sechs Rückwärtsgänge, auf Wunsch auch bis zu 16 Vorwärtsgänge und acht Rückwärtsgänge. Die Höchstgeschwindigkeit wurde mit 27 km/h angegeben.
Der Traktor war als Steyr 90 in der Hinterradversion und als Steyr 90 a in einer Allradversion erhältlich. Eine Kabine war auf Wunsch zu haben. Verkauft wurden vom Steyr 90 und vom Steyr 1090 ohne und mit Allradantrieb gesamt rund 1100 Exemplare.
Die Karosserie wurde vom französischen Industriedesigner Louis Lucien Lepoix entworfen.
Der Traktor wurde 1971 durch den Steyr 1090 abgelöst, der sich außer der Typenbezeichnung wenig unterschied.